# Miconia ottikeri
Miconia ottikeri är en tvåhjärtbladig växtart som beskrevs av James Francis Macbride. Miconia ottikeri ingår i släktet Miconia och familjen Melastomataceae. Inga underarter finns listade i Catalogue of Life.